# اختلال ضال (الموسم 3)
عُرض الموسم الثالث من المسلسل الدرامي التلفزيوني الأمريكي اختلال ضال لأول مرة في 21 مارس 2010 واُختتم في 13 يونيو 2010. ويتألف من 13 حلقة، مدة كل منها حوالي 47 دقيقة. تم بث الموسم الثاني يوم الأحد في تمام الساعة 10:00 مساءً في الولايات المتحدة على إيه إم سي.

## الحلقات
| ترتيب الحلقة في المسلسل | ترتيب الحلقة في الموسم | العنوان                              | إخراج          | كتابة                       | تاريخ البث الأصلي | المشاهدين في أمريكا (بالملايين) |
| ----------------------- | ---------------------- | ------------------------------------ | -------------- | --------------------------- | ----------------- | ------------------------------- |
| 21                      | 1                      | «No Más (لا مزيد لا اسم للحصان)»     | براين كرانستون | فينس غيليغان                | 21 مارس 2010      | 1.95                            |
| 22                      | 2                      | «Caballo sin Nombre (لا اسم للحصان)» | آدم بيرنستاين  | بيتر غولد                   | 28 مارس 2010      | 1.55                            |
| 23                      | 3                      | «I.F.T. (ل.ض.ت)»                     | ميشيل ماكلارين | جورج ماستراز                | 4 أبريل 2010      | 1.33                            |
| 24                      | 4                      | «Green Light (الضوء الأخضر)»         | سكوت واينانت   | سام كاتلين                  | 11 أبريل 2010     | 1.46                            |
| 25                      | 5                      | «Más (المزيد)»                       | يوهان رينك     | مويرا والي-بيكت             | 18 أبريل 2010     | 1.61                            |
| 26                      | 6                      | «Sunset (المغيب)»                    | جون شبان       | جون شيبان                   | 25 أبريل 2010     | 1.64                            |
| 27                      | 7                      | «One Minute (دقيقة واحدة)»           | ميشيل ماكلارين | توماس شنوز                  | 2 مايو 2010       | 1.52                            |
| 28                      | 8                      | «I See You (أني أراك)»               | كولن باكسي     | جينيفر هاتشيسون             | 9 مايو 2010       | 1.78                            |
| 29                      | 9                      | «Kafkaesque (كابوس)»                 | مايكل سلوفيس   | بيتر غولد وجورج ماستراز     | 16 مايو 2010      | 1.61                            |
| 30                      | 10                     | «Fly (ذبابة)»                        | ريان جونسون    | سام كاتلين ومورا والي-باكيت | 23 مايو 2010      | 1.20                            |
| 31                      | 11                     | «Abiquiu (أبيكوو)»                   | ميشيل ماكلارين | جون شيبان وتوماس شنوز       | 30 مايو 2010      | 1.32                            |
| 32                      | 12                     | «Half Measures (نصف فعلنصف فعل)»     | آدم بيرنستاين  | سام كاتلين وبيتر غولد       | 6 يونيو 2010      | 1.19                            |
| 33                      | 13                     | «Full Measure (فعل كامل)»            | فينس غيليغان   | فينس غيليغان                | 13 يونيو 2010     | 1.56                            |

## وصلات خارجية
- قائمة حلقات اختلال ضال  على قاعدة بيانات الأفلام على الإنترنت